# Minador do Negrão (kommun)
Minador do Negrão är en kommun i Brasilien.   Den ligger i delstaten Alagoas, i den östra delen av landet, 1 400 km nordost om huvudstaden Brasília. Antalet invånare är 5 280.
Följande samhällen finns i Minador do Negrão:
- Minador do Negrão

Omgivningarna runt Minador do Negrão är huvudsakligen savann. Runt Minador do Negrão är det ganska glesbefolkat, med 26 invånare per kvadratkilometer.